# Płaczków-Piechotne
Płaczków-Piechotne – wieś w Polsce, położona w województwie świętokrzyskim, w powiecie skarżyskim, w gminie Bliżyn.
W latach 1975–1998 miejscowość administracyjnie należała do województwa kieleckiego.
Przed 2023 miejscowość była częścią wsi Płaczków, do 2001 nosiła nazwę Piechotne.